# Braunschweiger Turn- und Sportverein Eintracht von 1895 1981-1982
Questa voce raccoglie le informazioni riguardanti il Braunschweiger Turn- und Sportverein Eintracht von 1895 nelle competizioni ufficiali della stagione 1981-1982.

## Stagione
Nella stagione 1981-1982 l'Eintracht Braunschweig, allenato da Uli Maslo, concluse il campionato di Bundesliga al 11º posto. In Coppa di Germania l'Eintracht Braunschweig fu eliminato al primo turno dal Wuppertal.

## Rosa
| N. |                     | Ruolo | Calciatore          |
| -- | ------------------- | ----- | ------------------- |
|    | Germania (bandiera) | P     | Bernd Franke        |
|    | Germania (bandiera) | P     | Uwe Hain            |
|    | Svezia (bandiera)   | D     | Hasse Borg          |
|    | Germania (bandiera) | D     | Michael Geiger      |
|    | Germania (bandiera) | D     | Wolfgang Grobe      |
|    | Germania (bandiera) | D     | Reiner Hollmann     |
|    | Germania (bandiera) | D     | Franz Merkhoffer    |
|    | Germania (bandiera) | C     | Matthias Bruns      |
|    | Germania (bandiera) | C     | Lars Ellmerich      |
|    | Germania (bandiera) | C     | Reinhard Kindermann |

| N. |                     | Ruolo | Calciatore         |
| -- | ------------------- | ----- | ------------------ |
|    | Germania (bandiera) | C     | Peter Lux          |
|    | Germania (bandiera) | C     | Heiner Pahl        |
|    | Polonia (bandiera)  | C     | Jarosław Studzizba |
|    | Germania (bandiera) | C     | Holger Trimhold    |
|    | Germania (bandiera) | C     | Manfred Tripbacher |
|    | Serbia (bandiera)   | C     | Ilija Zavišić      |
|    | Germania (bandiera) | A     | Peter Geyer        |
|    | Germania (bandiera) | A     | Günter Keute       |
|    | Germania (bandiera) | A     | Ronnie Worm        |

## Organigramma societario
Area tecnica
- Allenatore: Uli Maslo
- Allenatore in seconda: Heinz Patzig
- Preparatore dei portieri:
- Preparatori atletici:

## Calciomercato

### Sessione estiva
| Acquisti | Acquisti           | Acquisti          | Acquisti |
| R.       | Nome               | da                | Modalità |
| -------- | ------------------ | ----------------- | -------- |
| A        | Peter Geyer        | Borussia Dortmund |          |
| C        | Herbert Bittner    | Herford           |          |
| C        | Jarosław Studzizba | Lechia Danzica    |          |

| Cessioni | Cessioni        | Cessioni        | Cessioni |
| R.       | Nome            | a               | Modalità |
| -------- | --------------- | --------------- | -------- |
| C        | Danilo Popivoda | Olimpia Lubiana |          |

### Sessione invernale
| Acquisti | Acquisti | Acquisti | Acquisti |
| R.       | Nome     | da       | Modalità |
| -------- | -------- | -------- | -------- |

| Cessioni | Cessioni        | Cessioni  | Cessioni |
| R.       | Nome            | a         | Modalità |
| -------- | --------------- | --------- | -------- |
| C        | Herbert Bittner | Osnabrück |          |

## Risultati

### Bundesliga

#### Girone di andata
| Arbitro: | Tritschler |

|                                           |           |                      |
| Hrubesch 8’, 40’ Bastrup 21’ Milewski 54’ | Marcatori | 6’ Zavišić 39’ Bruns |

| Arbitro: | Brehm |

|                         |           |           |
| Worm 29’ Merkhoffer 39’ | Marcatori | 84’ Dietz |

| Arbitro: | Föckler |

|                         |           |  |
| Ohlicher 10’ Müller 47’ | Marcatori |  |

| Arbitro: | Correll |

|  |           |            |
|  | Marcatori | 25’ Wuttke |

| Arbitro: | Hontheim |

|                       |           |           |
| Hupe 24’ Krumbein 42’ | Marcatori | 56’ Grobe |

| Arbitro: | Risse |

|                                |           |                     |
| Worm 45’ Grobe 57’ Zavišić 87’ | Marcatori | 38’ (rig.) Breitner |

| Arbitro: | Klauser |

|            |           |  |
| Økland 50’ | Marcatori |  |

| Arbitro: | Uhlig |

|                                    |           |  |
| Worm 22’ Kindermann 57’ Geiger 65’ | Marcatori |  |

| Arbitro: | Ross |

|                         |           |  |
| Gruber 58’ Reinders 83’ | Marcatori |  |

| Arbitro: | Ermer |

|                                     |           |                           |
| Worm 10’ Zavišić 36’ Grobe 61’, 66’ | Marcatori | 83’ Allofs 85’ Eðvaldsson |

| Arbitro: | Sandoz |

|                      |           |          |
| Bold 65’ Wiesner 68’ | Marcatori | 23’ Worm |

| Arbitro: | Messmer |

|                          |           |              |
| Lux 38’ Grobe 41’ (rig.) | Marcatori | 35’ Schreier |

| Arbitro: | Stäglich |

|                        |           |                    |
| Hollmann 67’ Geyer 78’ | Marcatori | 88’ (rig.) Briegel |

| Arbitro: | Niebergall |

|              |           |                         |
| Eggeling 17’ | Marcatori | 35’ Worm 46’ Tripbacher |

| Arbitro: | Wahmann |

|                                                |           |                   |
| Tripbacher 23’, 83’ Geyer 32’ Grobe 67’ (rig.) | Marcatori | 52’ Heck 70’ Eder |

| Arbitro: | Brehm |

|                                       |           |  |
| Bonhof 26’ (rig.) Littbarski 34’, 39’ | Marcatori |  |

| Arbitro: | Ahlenfelder |

|                                       |           |               |
| Bruns 26’ Pahl 50’ Worm 70’ Grobe 82’ | Marcatori | 52’ Neuberger |

#### Girone di ritorno
| Arbitro: | Eschweiler |

|                   |           |             |
| Pahl 71’ Worm 84’ | Marcatori | 68’ Bastrup |

| Arbitro: | Ermer |

|                                                              |           |                |
| Kempe 47’, 84’ (rig.) Helmes 61’ Dietz 72’ (rig.) Dubski 77’ | Marcatori | 19’, 38’ Geyer |

| Arbitro: | Föckler |

|                    |           |  |
| Worm 61’ Keute 88’ | Marcatori |  |

| Arbitro: | Huster |

|                                    |           |                    |
| Bruns 44’, 89’ Hannes 67’ Mill 73’ | Marcatori | 5’ Worm 56’ Geiger |

| Arbitro: | Schmidhuber |

|                                      |           |            |
| Hollmann 14’ Worm 47’ Tripbacher 86’ | Marcatori | 38’ Schock |

| Arbitro: | Pauly |

|                                         |           |           |
| Breitner 38’ (rig.), 82’ Rummenigge 47’ | Marcatori | 8’ Geiger |

| Arbitro: | Linn |

|                                            |           |           |
| Geyer 7’ Worm 10’, 29’, 65’ Merkhoffer 70’ | Marcatori | 83’ Szech |

| Arbitro: | Hennig |

|                           |           |                                       |
| Cestonaro 14’ Mattern 19’ | Marcatori | 4’ Hollmann 54’ Tripbacher 66’ Geiger |

| Arbitro: | Brückner |

|          |           |              |
| Worm 14’ | Marcatori | 79’ Reinders |

| Arbitro: | Klauser |

|            |           |                  |
| Thiele 40’ | Marcatori | 58’ (aut.) Weikl |

| Braunschweig 17 aprile 1982, ore 15:30 CEST 28ª giornata | Eintracht Braunschweig | 0 – 0 referto | Karlsruhe | Stadion an der Hamburger Straße (17 000 spett.)\| Arbitro: \| Luca \| |
| Arbitro:                                                 | Luca                   |               |           |                                                                       |

| Arbitro: | Correll |

|                       |           |  |
| Jakobs 20’ Patzke 54’ | Marcatori |  |

| Arbitro: | Wahmann |

|                                                                          |           |                                        |
| Briegel 25’ Eilenfeldt 54’ Kindermann 78’ (aut.) Melzer 83’ Bongartz 85’ | Marcatori | 16’ Pahl 31’ Tripbacher 68’ Kindermann |

| Arbitro: | Ross |

|  |           |                 |
|  | Marcatori | 42’ Burgsmüller |

| Arbitro: | Engel |

|                                             |           |  |
| Dreßel 2’ Heck 53’, 90’ Weyerich 71’ (rig.) | Marcatori |  |

| Arbitro: | Niebergall |

|                                       |           |                                             |
| Grobe 27’ Worm 48’ Pahl 56’ Geyer 62’ | Marcatori | 47’ Bonhof 49’, 73’ Woodcock 67’ Littbarski |

| Arbitro: | Risse |

|                                       |           |                         |
| Anthes 26’ Lorant 34’, 74’ Nickel 47’ | Marcatori | 50’ Merkhoffer 56’ Worm |

### Coppa di Germania
| Arbitro: | Schumann |

|                |           |  |
| Hey 46’ (rig.) | Marcatori |  |

## Statistiche

### Statistiche di squadra
| Competizione      | Punti | In casa | In casa | In casa | In casa | In casa | In casa | In trasferta | In trasferta | In trasferta | In trasferta | In trasferta | In trasferta | Totale | Totale | Totale | Totale | Totale | Totale | DR |
| Competizione      | Punti | G       | V       | N       | P       | Gf      | Gs      | G            | V            | N            | P            | Gf           | Gs           | G      | V      | N      | P      | Gf     | Gs     | DR |
| ----------------- | ----- | ------- | ------- | ------- | ------- | ------- | ------- | ------------ | ------------ | ------------ | ------------ | ------------ | ------------ | ------ | ------ | ------ | ------ | ------ | ------ | -- |
| Bundesliga        | 32    | 17      | 12      | 3       | 2       | 41      | 19      | 17           | 2            | 1            | 14           | 20           | 47           | 34     | 14     | 4      | 16     | 61     | 66     | -5 |
| Coppa di Germania | -     | 0       | 0       | 0       | 0       | 0       | 0       | 1            | 0            | 0            | 1            | 0            | 1            | 1      | 0      | 0      | 1      | 0      | 1      | -1 |
| Totale            | 32    | 17      | 12      | 3       | 2       | 41      | 19      | 18           | 2            | 1            | 15           | 20           | 48           | 35     | 14     | 4      | 17     | 61     | 67     | -6 |

### Andamento in campionato
| Giornata  | 1  | 2  | 3  | 4  | 5  | 6  | 7  | 8  | 9  | 10 | 11 | 12 | 13 | 14 | 15 | 16 | 17 | 18 | 19 | 20 | 21 | 22 | 23 | 24 | 25 | 26 | 27 | 28 | 29 | 30 | 31 | 32 | 33 | 34 |
| --------- | -- | -- | -- | -- | -- | -- | -- | -- | -- | -- | -- | -- | -- | -- | -- | -- | -- | -- | -- | -- | -- | -- | -- | -- | -- | -- | -- | -- | -- | -- | -- | -- | -- | -- |
| Luogo     | T  | C  | T  | C  | T  | C  | T  | C  | T  | C  | T  | C  | C  | T  | C  | T  | C  | C  | T  | C  | T  | C  | T  | C  | T  | C  | T  | C  | T  | T  | C  | T  | C  | T  |
| Risultato | P  | V  | P  | P  | P  | V  | P  | V  | P  | V  | P  | V  | V  | V  | V  | P  | V  | V  | P  | V  | P  | V  | P  | V  | V  | N  | N  | N  | P  | P  | P  | P  | N  | P  |
| Posizione | 15 | 10 | 13 | 16 | 17 | 14 | 16 | 14 | 15 | 13 | 14 | 13 | 10 | 10 | 7  | 9  | 8  | 8  | 8  | 7  | 9  | 8  | 8  | 7  | 7  | 7  | 6  | 8  | 9  | 10 | 10 | 10 | 10 | 11 |

Legenda:

Luogo: C = Casa; T = Trasferta. Risultato: V = Vittoria; N = Pareggio; P = Sconfitta.

### Statistiche dei giocatori
| Giocatore     | Bundesliga | Bundesliga | Bundesliga  | Bundesliga | Coppa di Germania | Coppa di Germania | Coppa di Germania | Coppa di Germania | Totale   | Totale | Totale      | Totale     |
| Giocatore     | Presenze   | Reti       | Ammonizioni | Espulsioni | Presenze          | Reti              | Ammonizioni       | Espulsioni        | Presenze | Reti   | Ammonizioni | Espulsioni |
| ------------- | ---------- | ---------- | ----------- | ---------- | ----------------- | ----------------- | ----------------- | ----------------- | -------- | ------ | ----------- | ---------- |
| H. Bittner    | 3          | 0          | 0           | 0          | 1                 | 0                 | 1                 | 0                 | 4        | 0      | 1           | 0          |
| H. Borg       | 17         | 0          | 1           | 0          | 1                 | 0                 | 0                 | 0                 | 18       | 0      | 1           | 0          |
| M. Bruns      | 24         | 2          | 0           | 0          | 1                 | 0                 | 0                 | 0                 | 25       | 2      | 0           | 0          |
| L. Ellmerich  | 9          | 0          | 1           | 0          | 0                 | 0                 | 0                 | 0                 | 9        | 0      | 1           | 0          |
| B. Franke     | 33         | 0          | 0           | 0          | 1                 | 0                 | 0                 | 0                 | 34       | 0      | 0           | 0          |
| M. Geiger     | 34         | 4          | 2           | 0          | 1                 | 0                 | 1                 | 0                 | 35       | 4      | 3           | 0          |
| P. Geyer      | 26         | 6          | 3           | 1          | 0                 | 0                 | 0                 | 0                 | 26       | 6      | 3           | 1          |
| W. Grobe      | 33         | 8          | 2           | 0          | 1                 | 0                 | 0                 | 0                 | 34       | 8      | 2           | 0          |
| U. Hain       | 1          | 0          | 0           | 0          | 0                 | 0                 | 0                 | 0                 | 1        | 0      | 0           | 0          |
| R. Hollmann   | 25         | 3          | 5           | 0          | 1                 | 0                 | 0                 | 0                 | 26       | 3      | 5           | 0          |
| G. Keute      | 21         | 1          | 0           | 0          | 1                 | 0                 | 0                 | 0                 | 22       | 1      | 0           | 0          |
| R. Kindermann | 30         | 2          | 2           | 0          | 1                 | 0                 | 0                 | 0                 | 31       | 2      | 2           | 0          |
| P. Lux        | 15         | 1          | 0           | 0          | 0                 | 0                 | 0                 | 0                 | 15       | 1      | 0           | 0          |
| F. Merkhoffer | 33         | 3          | 4           | 0          | 1                 | 0                 | 1                 | 0                 | 34       | 3      | 5           | 0          |
| H. Pahl       | 25         | 4          | 2           | 0          | 1                 | 0                 | 0                 | 0                 | 26       | 4      | 2           | 0          |
| J. Studzizba  | 0          | 0          | 0           | 0          | 0                 | 0                 | 0                 | 0                 | 0        | 0      | 0           | 0          |
| H. Trimhold   | 0          | 0          | 0           | 0          | 0                 | 0                 | 0                 | 0                 | 0        | 0      | 0           | 0          |
| M. Tripbacher | 32         | 6          | 3           | 0          | 0                 | 0                 | 0                 | 0                 | 32       | 6      | 3           | 0          |
| R. Worm       | 33         | 17         | 0           | 0          | 1                 | 0                 | 0                 | 0                 | 34       | 17     | 0           | 0          |
| I. Zavišić    | 15         | 3          | 0           | 0          | 1                 | 0                 | 0                 | 0                 | 16       | 3      | 0           | 0          |